# HSK Pinguin
HSK Pinguin (HSK5, „Schiff 33”) – niemiecki krążownik pomocniczy (niem. Hilfskreuzer) Kriegsmarine okresu II wojny światowej. Royal Navy nadała mu oznaczenie Raider F.

## Pierwsze akcje
W dziewięć tygodni po opuszczeniu Gotenhafen „Pinguin” wszedł 20 sierpnia 1940 roku na Ocean Indyjski jako grecki frachtowiec „Kassos”. Dowodzony przez Fregattenkapitäna Felixa Krüdera rajder był drugim, po HSK „Atlantis” Bernharda Rogge, operującym na tym akwenie. Lotnictwo południowoafrykańskie nie wykryło nieprzyjacielskiego okrętu, więc dowództwo brytyjskie w Kolombo dowiedziało się o jego istnieniu dopiero wtedy, gdy zatopił na południe od Madagaskaru 2 tankowce i frachtowiec. Jednemu z tych statków udało się nadać sygnał QQQ (informację o spotkaniu rajdera). Wiceadmirał sir Ralph Leatham natychmiast skierował w stronę Madagaskaru krążowniki „Neptune” z Durbanu i „Colombo” z Adenu. Okręty brytyjskie nie miały na wyposażeniu wodnosamolotów, a wobec braku jakichkolwiek danych wywiadowczych, odnalezienie rajdera było niemożliwe.
W okresie do listopada 1940 roku „Atlantis” i „Pinguin” zatopiły 22 statki alianckie o łącznej wyporności 161 200 ton. 8 grudnia oba rajdery spotkały się u wybrzeży wysp Kerguelena, gdzie Seekriegsleitung (dowództwo operacji morskich, SKL) rozważała założenie – w opuszczonej francuskiej stacji wielorybniczej – stałej bazy. Brytyjczycy spodziewali się czegoś podobnego i okresowo składali wizyty na wyspie: „Neptune” był na Kerguelen w październiku 1940 (dwa miesiące przed zjawieniem się tan „Atlantis”), a w listopadzie 1941 „Australia”, zdecydowanie zbyt rzadko, by napotkać niemieckie rajdery. W rezultacie w roku 1942 kotwicowiska na bezludnych wyspach zostały zaminowane, a na brzegu zostawiono wyposażonych w radionadajniki obserwatorów.

## Bój z HMS „Cornwall”
Po spotkaniu z „Atlantis” „Piguin” popłynął na wody antarktyczne, gdzie zagarnął kilka norweskich statków wielorybniczych, po czym wrócił na Ocean Indyjski i aż do wiosny bezskutecznie poszukiwał ofiar (Admiralicja Brytyjska nakazała wszystkim statkom żeglować wzdłuż brzegów, gdzie łatwiej mogły uzyskać pomoc). Wreszcie w kwietniu Krüder zdecydował się na ryzykowny krok i skierował „Pinguina” na północ, ku Rogowi Afryki, w pobliże brytyjskiej bazy w Adenie.
27 kwietnia doścignął i zatopił transportowiec „Clan Buchanan”. Statek nadał sygnał QQQ, ale Krüder był przekonany, że sygnał był zbyt słaby, by mógł zostać dosłyszany w Adenie. Zamiast więc uchodzić czym prędzej skierował się w stronę Zatoki Perskiej, by zapolować na alianckie tankowce. Tymczasem sygnał został odebrany i adm. Leatham rzucił w pościg za korsarzem krążowniki „Cornwall”, „Hawkins” i „Leander” oraz lotniskowiec „Hermes”.
Rankiem 7 maja „Pinguin” napotkał i zaatakował mały tankowiec brytyjski „British Emperor”. Mimo niemieckiego ostrzału kapitan stateczku zdołał wysłać sygnał QQQ z obszernym opisem wyglądu napastnika. Raport odebrał dowódca patrolującego wody około 500 mil na południe krążownika „Cornwall”, Percival Manwaring i – mimo braku paliwa – ruszył z szybkością 25 węzłów na północ. Niemiecki rajder płynął mu naprzeciw. Około godziny 3 nad ranem 8 maja marynarz wachtowy „Pinguina” dostrzegł krążownik brytyjski. Szybko zmieniono kurs na zachodni i rajder uniknął namierzenia. Gdy się rozwidniło Manwaring wysłał na poszukiwania oba swoje wodnosamoloty typu Supermarine Walrus. O godzinie 7:07 jeden z nich wyśledził korsarza (występującego jako norweski statek „Tamerlane”), ale wobec bezwzględnego przestrzegania ciszy radiowej mógł zawiadomić o tym dopiero po powrocie na okręt. Teraz Manwaring podjął pierwszą ze swych błędnych decyzji tego dnia i zamiast natychmiast ruszać w pościg postanowił poczekać na powrót drugiego walrusa.
Wreszcie, o 13:45, brytyjski dowódca ponownie wystartował swe samoloty, by sfotografowały i zidentyfikowały podejrzany statek. Walrusy wykonały zadanie, kilkakrotnie przeleciały nad rajderem, a nawet zażądały (przy użyciu lampy sygnałowej) podania numeru rozpoznawczego, jaki posiadały wszystkie statki alianckie i neutralne. Krüder poprawnie podał numer „Tamerlane'a”. Samoloty wróciły o 14:23. Wszystko się niby zgadzało: numer był poprawny, statek wyglądał podobnie jak „Tamerlane” na zdjęciu w książce Talbot-Booth Shipping Register, ale „Tamerlane” nie pływał nigdy po tych wodach. Manwaring mógł to wprawdzie sprawdzić w dowództwie w Colombo, ale nie zrobił tego, bo dalej uparcie przestrzegał ciszy radiowej.
W końcu, po stracie niemal ośmiu godzin, Manwaring podniósł szybkość krążownika do 29 węzłów i ruszył w pościg. O 16:07 dostrzeżono na horyzoncie rzekomego „Norwega”. Starając się ogłupić Brytyjczyków Krüder zaczął nadawać przy pomocy zdobycznej alianckiej radiostacji QQQ, informując, że jest atakowany przez nierozpoznany okręt wojenny. Tego było już Manwaringowi za dużo: kazał oddać strzał ostrzegawczy i sygnał „zatrzymaj się albo otwieram ogień”. Niemiec nadal ignorował polecenia, a odległość zmniejszała się z minuty na minutę. Gdy wynosiła 12 000 m padł drugi strzał ostrzegawczy.
Krüder zrozumiał wreszcie, że nie uniknie starcia. O 17:15 zmienił kurs na prostopadły, odsłonił swe działa i wciągnął na maszt banderę Kriegsmarine. W tej samej chwili „Cornwall” był gotowy do otwarcia ognia, ale nim padła pierwsza salwa nastąpiła awaria elektryczności w centrali sterowania ogniem. Przez 7 minut krążownik był pozbawiony możliwości prowadzenia boju. Jedynie artylerzyści z dziobowych wież zachowali przytomność umysłu i zaczęli ręcznie obsługiwać swe działa. Tymczasem załoga „Pinguina” nie próżnowała: jeden z pocisków uszkodził na jakiś czas maszynę sterową; wystrzelono również dwie torpedy, ale minęły one cel. Wreszcie o 17:26 z dziobowych wież krążownika padła oczekiwana salwa czterech pocisków 203 mm. Pierwszy pocisk zniszczył dwa dziobowe działa 150 mm „Pinguina”, drugi trafił w pomost zabijając całą jego obsadę z dowódcą, trzeci zniszczył maszynownię, a czwarty wybuchł w magazynie min. Nastąpiła eksplozja, która przełamała kadłub rajdera na pół. „Pinguin” zatonął w ciągu kilkunastu sekund zabierając ze sobą 342 członków załogi i 203 brytyjskich więźniów. Uratowano 60 Niemców i 22 Brytyjczyków.
„Cornwall” zatopił „Pinguina”, ale zaraz potem miała miejsce druga awaria sieci elektrycznej, w wyniku której krążownik był praktycznie martwy przez blisko trzy godziny.

## Zatopione przez „Pinguina” statki
| 1940-07-31 | „Domingo de Larrinaga” | 5,358 BRT         | W pobliżu wyspy Wniebowstąpienia z 7 000 ton zboża |
| 1940-08-27 | „Filefjell”            | 6,901 BRT         | W pobliżu Madagaskaru                              |
| 1940-08-27 | „British Commander”    | 5,008 BRT         | W pobliżu Madagaskaru, pod balastem                |
| 1940-08-27 | „Morviken”             | 7,616 BRT         | W pobliżu Madagaskaru                              |
| 1940-09-12 | „Benavon”              | 5,872 BRT         | Na wschód od Madagaskaru                           |
| 1940-09-16 | „Nordvard”             | 4,111 BRT         | W drodze do Bordeaux                               |
| 1940-10-07 | „Storstad”             | 8,998 BRT         | Pomocniczy stawiacz min "Passat"                   |
| 1940-11-19 | „Nowshera”             | 7,920 BRT         |                                                    |
| 1940-11-20 | „Maimoa”               | 10,123 BRT        |                                                    |
| 1940-11-21 | „Port Brisbane”        | 8,739 BRT         |                                                    |
| 1940-11-30 | „Port Wellington”      | 8,303 BRT         |                                                    |
| 1941-01-14 | „Ole Wegger”           | 12,201 BRT        |                                                    |
| 1941-01-14 | 4 statki wielorybnicze | śr. 300 BRT każdy | Na wodach antarktycznych                           |
| 1941-01-14 | „Solglimt”             | 12,246 BRT        |                                                    |
| 1941-04-28 | „Clan Buchanan”        | 7,266 BRT         | Na wysokości Rogu Afryki                           |
| 1941-05-07 | „British Emperor”      | 3,663 BRT         | U wejścia do Zatoki Perskiej                       |